# Байконър
Байконър (Булантъ) (на казахски: Байқоңыр; на руски: Байконыр) е река протичаща в западната част на Карагандинска област на Казахстан, вливаща се в солончака Шубартениз, в северната част на Туранската низина. Дължина 235 km. Площ на водосборния басейн 4941 km².
Река Байконър се образува от сливането на реките Курамбай (Куанбай, лява съставяща) и Актас (дясна съставяща), водещи началото си от хребета Улутау (в западната част на Казахската хълмиста земя), на 446 m н.в., на 6 km южно от сгт Актас. В горното и средно течение има югозападно направление, а в долното – западно и северозападно, като протича предимно в тясна (0,5 – 2 km) долина. Завършва в югоизточната част на солончака Шубартениз, на 125 m н.в., на 30 km източно от село Коскол. Притоци: Тумърза-Саръбай, Саръсай (горен), Ашчълъ, Лакбасай, Саръсай (долен), Курайлъ. Има предимно снежно подхранване. През лятото пресъхва. Среден годишен отток 0,85 m³/sec. На река Байконър е разположено село Байконур (да не се бърка с космодрума Байконур, в Къзълординска област), до което в края на 1950-те години от СССР е построена жп линия с дължина над 500 km и са изгадени съоръжения наподобяващи космодрум, за заблуда на противника.